# Vibrador

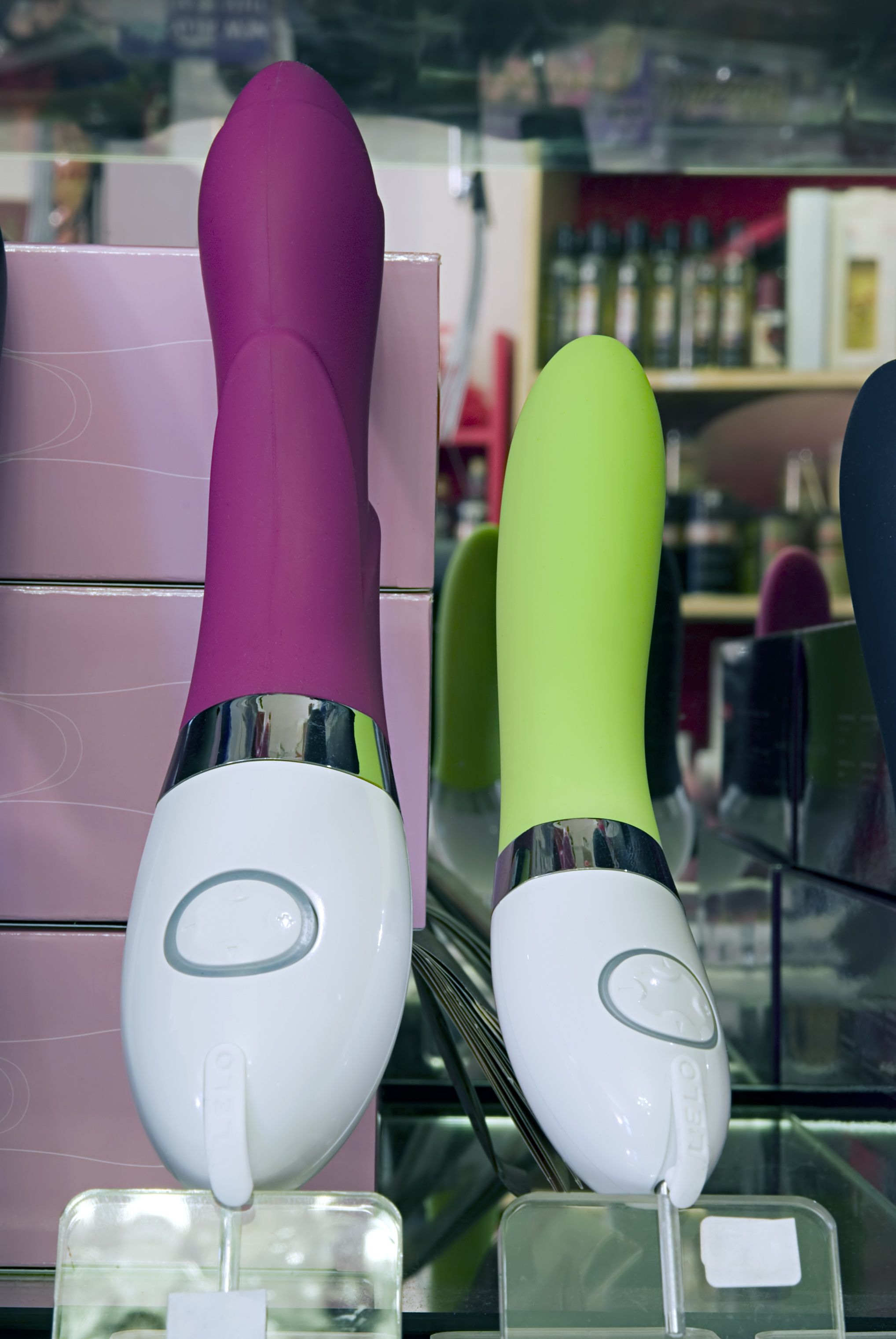
Dos vibradors en un sex shop

Un vibrador és un estri mecànic o elèctric que un cop activat té un moviment alternatiu de baixa intensitat (vibració).
El vibrador és generalment emprat com a aparell per a l'estimulació sexual. En aquest àmbit ha adquirit especial rellevancia com a element d'autoestimulació i masturbació femenina que s'aplica a aquelles parts més sensibles del cos o sobre els propis òrgans sexuals per a l'obtenció de plaer.
Malgrat que força vibradors sexuals tenen una forma fàl·lica (per a ser directament introduïts en la vagina o anus) cal no confondre un vibrador amb un consolador.